# Casque F1

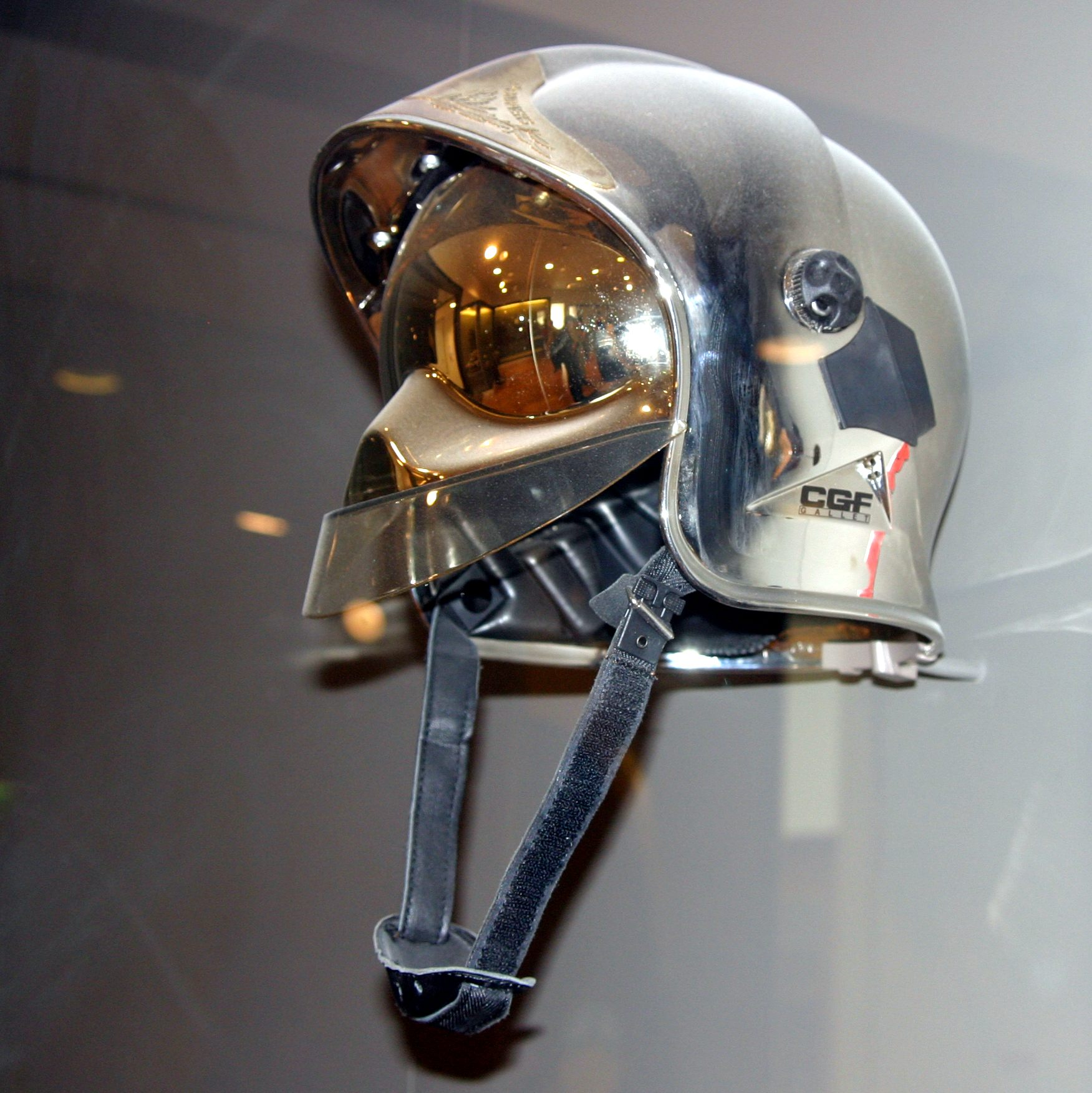
Casque F1, avec son écran facial.

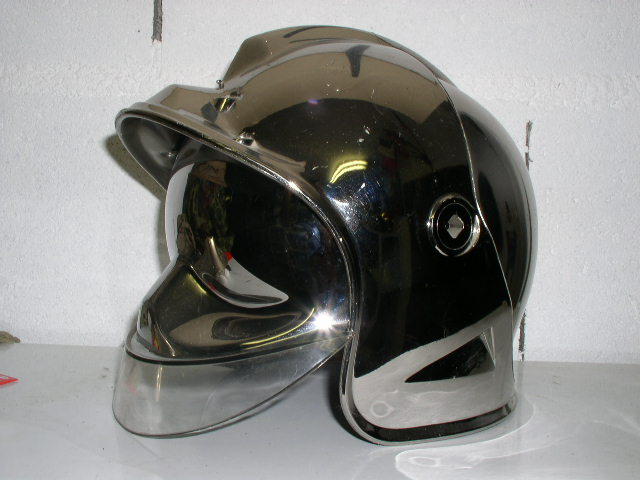
Prototype de casque F1 ayant servi aux essais

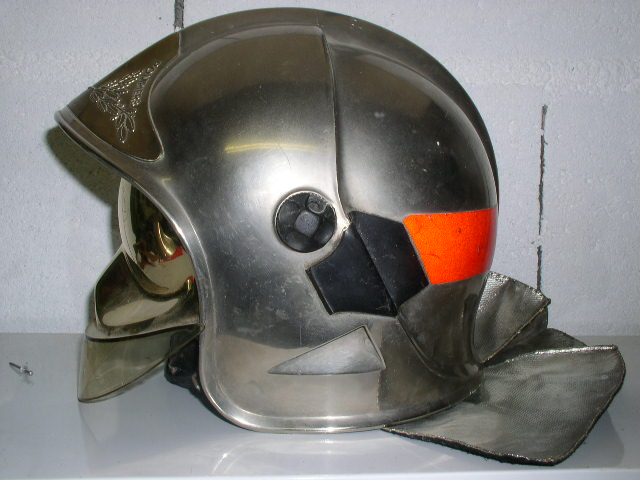
Casque F1 nickel avec bavolet

Le casque F1 est un casque de pompier de conception et de fabrication française. C'est l'un des casques les plus utilisés par les pompiers dans le monde. Il permet d'assurer leur protection lors des interventions et notamment dans la lutte contre l'incendie. 

## Histoire
À la fin des années 1970, la brigade de sapeurs-pompiers de Paris, désireuse de remplacer ses casques « Adrian » en acier qui n'apportent plus une protection suffisante, lance un appel d'offres auprès des fabricants pour financer l'étude d'un nouveau casque. C'est la société CGF Gallet (devenue MSA Gallet à la suite du rachat en 2002 par le groupe MSA Safety) qui s'en charge. Après six ans d'études en collaboration avec la BSPP, et 10 % de son chiffre d'affaires investi, on voit arriver en 1985 ce casque au profil révolutionnaire créé par Adrien Galet en collaboration avec le colonel Jacques Legendre qui équipe depuis de nombreux pompiers dans le monde.

## Caractéristiques
Il est constitué d'une calotte thermoplastique, d'une coiffe, de jugulaires et d'un écran facial escamotable dans la calotte. Transparent ou doré, ce dernier offre une bonne protection contre la lumière et le rayonnement. Un écran oculaire – amovible lui aussi – peut offrir une protection des yeux contre les éclats et les débris. Un bavolet, optionnel mais très utilisé, protège la nuque du rayonnement et des éclats. Initialement revêtu d'une couche de nickel – controversée à cause de ses propriétés conductrices –, le casque est désormais aussi disponible peint ou photo-luminescent. Suivant les modèles, son poids se situe environ à 1 750 grammes plus ou moins 50 grammes (modèle 53 à 64 cm de tour de tête).
En octobre 1997, l'Europe instaure la norme EN 443. Pour satisfaire à cette nouvelle norme, deux ans d'études seront nécessaires, permettant d'aboutir aux nouveaux casques F1, les F1S, F1E et F1SF

## Nouvelle version 2013
En octobre 2013, la société MSA Gallet présente le nouveau modèle baptisé F1XF. Le casque F1XF est plus léger que sa version précédente (F1SF), en effet pour la version M il pèse seulement 1 450 grammes plus ou moins 30 grammes. Le poids varie avec l'ajout des options (éclairage LED, bavolet...).

## Pays utilisateurs du casque F1

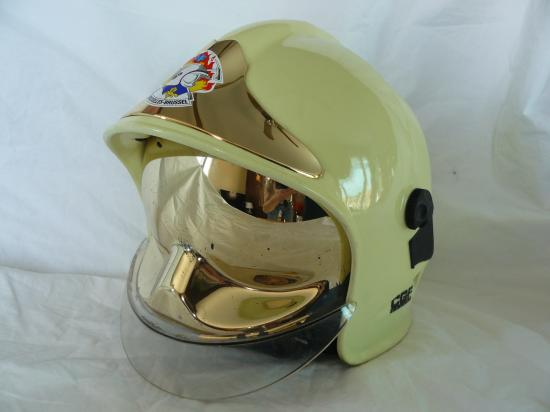
Casque F1 belge des pompiers de Bruxelles.

En 2011, il a été vendu à un million et demi d'exemplaires et exporté dans plus de 80 pays
Europe :
- Belgique (anciennement)
- Croatie
- Espagne
- France
- Luxembourg
- Monaco
- Royaume-Uni
- Suisse

Amérique du Nord :
- États-Unis
- Québec